# Caumont-sur-Garonne
Caumont-sur-Garonne é uma comuna francesa na região administrativa da Nova Aquitânia, no departamento Lot-et-Garonne. Estende-se por uma área de 11,7 km². Em 2010 a comuna tinha 757 habitantes (densidade: 64,7 hab./km²).